# Fritz Hintze (Marineoffizier)
Fritz Julius Hintze (* 13. Mai 1901 in Medingen; † 26. Dezember 1943 am Nordkap) war ein deutscher Seeoffizier der Kriegsmarine.

## Leben

### Familie und Ausbildung
Fritz Hintze war der älteste Sohn des Mühlenbesitzers Rudolf Hintze und seiner Frau Clara, geb. v. Cölln. Nach Besuch des Realgymnasiums in Uelzen trat er am 25. September 1918 freiwillig als Seekadett in die Kaiserliche Marine ein. Seine erste Station war die Marineschule in Flensburg-Mürwik, die er bis zum 30. November 1918 besuchte. An diesem Tag endete vorläufig seine Ausbildung zum Seeoffizier.
Nach dem verlorenen Krieg sollte die neue Marine lediglich aus 15.000 Mann, darunter nur 1500 Offiziere, bestehen. Es war also mehr als ungewiss, ob Hintze überhaupt in der deutlich verkleinerten Marine verbleiben konnte. Auf Wunsch des Vaters begann er deshalb eine Banklehre in Lüneburg. Als sich 1920 die erste Möglichkeit zur Rückkehr in die Marine ergab, beendete der 19-jährige die angefangene Lehre, um am 25. April des gleichen Jahres in die II. Marine Brigade einzutreten. Danach war er vom 31. Mai bis zum 10. September in der Schiffsstammdivision der Nordsee, um im Anschluss bis zum 14. März 1922 seine unterbrochene Ausbildung an der Marineschule fortzusetzen. In dieser Zeit war der Fähnrich zur See (seit dem 13. November 1920) für wenige Wochen an Bord des Minensuchbootes M 90 und des Segelschulschiffes Niobe, unter Kapitänleutnant Felix Graf von Luckner.
Nach sechs Wochen auf der Marinenachrichtenschule, ebenfalls in Mürwik, wurde Hintze auf das Linienschiff Hannover versetzt. Am 23. Mai 1922 erlebte er einen der tragischsten Unglücksfälle der Reichsmarine mit, als die Hannover, während einer Nachtübung mit dem Torpedoboot S 18 kollidierte, wobei zehn Mann ums Leben kamen. Im Sommer lief das Linienschiff finnische Häfen an, nahm anschließend an den ersten strategischen Manövern der Reichsmarine im September teil und besuchte vom 18. bis zum 22. Oktober Stockholm. Mit Beginn des neuen Jahres war Hintze für drei Monate auf der Schiffsartillerieschule in Kiel, um danach ein Bordkommando auf dem Kreuzer Arcona anzutreten. An Bord des Schiffes besuchte er im Sommer Abo in Finnland und danach Karlskrona in Südschweden. Zum 1. Dezember auf den Kreuzer Amazone kommandiert, wurde er am 1. Oktober 1923 mit einem Rangdienstalter vom 1. April 1923 zum Leutnant zur See ernannt.

### Militärische Karriere
Amazone gehörte von da ab zu den leichten Seestreitkräften der Nordsee und nahm im folgenden Jahr an diversen Ausbildungs- und Übungsfahrten teil. Der Sommer 1924 führte den Kreuzer nach Bodö in Norwegen.
Leutnant zur See Hintze verließ sein Schiff im ersten Quartal 1925, um am 1. April Kompanieoffizier in der Küstenwehrabteilung VI in Emden, später umbenannt in VI. Marineartillerieabteilung, zu werden.
Oberleutnant zur See (seit dem 1. Juli 1925) Hintze war vom 1. Juli 1927 bis zum 30. September 1929 zuerst Wachoffizier, danach Kommandant in der 3. Torpedobootshalbflottille. Es folgten insgesamt drei Jahre als Assistent in der Inspektion des Torpedo- und Minenwesens und am Sperrversuchs- und Lehrkommando, beides in Kiel.
Hintze war danach für zwei Jahre Torpedooffizier auf dem Leichten Kreuzer Köln. Am 8. Dezember 1932 verließ das Schiff Wilhelmshaven zu einer Auslandsreise. Sie führte durch die Biskaya ins Mittelmeer bis nach Ägypten. Danach ging es weiter nach Indien, Niederländisch-Indien, Australien, die Südsee und nach Ostasien. Über Tsingtau in China ging es in den Indischen Ozean und danach durch den Sueskanal wieder in die Heimat zurück, die am 12. Dezember 1933 erreicht wurde.
1934 verließ Kapitänleutnant (seit dem 1. April 1933) Hintze das Schiff, und war danach bis zum 24. September 1936 Kompanieführer in der II. später in der III. Schiffsstammabteilung der Ostsee.
Danach war er bis zum 30. Juni 1938 Referent im Sperrversuchskommando in Kiel. Zum 1. Juli wurde Korvettenkapitän (seit dem 1. März 1937) Hintze auf den Leichten Kreuzer Emden als Navigationsoffizier versetzt. Ende des Monats verließ das Schiff Wilhelmshaven mit Kurs norwegische Gewässer. Danach ging es nach Reykjavík auf Island, die Azoren, quer über den Atlantik bis zu den Bermudas. Auf Grund der Sudetenkrise wurde das Schiff vorzeitig nach Deutschland zurückbeordert.
Am 10. Oktober 1938 verließ der Kreuzer erneut die Heimat, dieses Mal mit Kurs Mittel- und Schwarzes Meer. Danach lief das Schiff über Rhodos und Vigo nach Wilhelmshaven zurück, das am 16. Dezember erreicht wurde.
Im nächsten Jahr war Hintze auf der Emden vom 29. März bis zum 15. April im Fischereischutz eingesetzt. Dabei wurde erneut Reykjavik angelaufen.
Der Korvettenkapitän verließ das Schiff unmittelbar nach seiner Rückkehr in die Heimat, um der erste Navigationsoffizier an Bord des neuen Schweren Kreuzers Admiral Hipper zu werden.
Nach der Indienststellung und den üblichen Probefahrten besuchte der Kreuzer im Juli Schweden und Estland.

### Im Zweiten Weltkrieg
Mitte Februar 1940 nahm Hintze auf der Admiral Hipper an einem ergebnislosen Vorstoß gegen den Geleitverkehr zwischen England und Skandinavien teil. Die Unternehmen „Weserübung“ und „Juno“ machte er an Bord des Kreuzers mit, danach folgten noch einige weniger bedeutendere Aktionen. Nach einem Maschinenschaden ging das Schiff Ende September 1940 zur Werftüberholung nach Hamburg.
Nach erfolgreicher Reparatur und anschließenden Gefechtsübungen in der Ostsee, verließ die Admiral Hipper im November die Heimat, um Handelskrieg im Atlantik zu führen. Auf zwei erfolgreichen Unternehmungen konnten diverse gegnerische Handelsschiffe versenkt werden. Am 28. März 1941 lief der Kreuzer wieder in Kiel ein.
Nach einer Werftüberholung und den üblichen Probe- und Ausbildungsfahrten verlegte das Schiff im März 1942 nach Trondheim in Norwegen. Anfang Juli nahm Hipper an einem großen Flottenvorstoß gegen den anglo-amerikanischen Geleitzug PQ 17 teil.
Am 26. Juli des gleichen Jahres verließ Fregattenkapitän (seit dem 1. Juli 1940) Hintze den Kreuzer, um als Chef die Torpedo-Abteilung in der Torpedoversuchsanstalt in Eckernförde zu führen. Am 1. September 1942 wurde er zum Kapitän zur See befördert. Am 21. November des gleichen Jahres erhielt er das Deutsche Kreuz in Gold für seine Zeit als Navigationsoffizier auf dem Schweren Kreuzer Admiral Hipper.

### Kommandant des SchlachtschiffesScharnhorstund Tod
Am 18. Oktober 1943 übernahm Hintze von Kapitän zur See Friedrich Hüffmeier das Schlachtschiff Scharnhorst als Kommandant.
Am 26. Dezember 1943 wurde das Schiff beim Angriff auf das Nordmeergeleit JW 55B von überlegenen britischen Seestreitkräften gestellt und durch Artillerie- und Torpedobeschuss in den Abendstunden versenkt.
Dabei erhielt die Scharnhorst im Verlauf der vorangegangenen Gefechte mindestens 13 35,6-cm-Treffer vom Schlachtschiff Duke of York und ca. 14 bis 15 Torpedotreffer durch leichtere Einheiten. Das deutsche Schlachtschiff konnte aufgrund der schlechten Sichtverhältnisse nur wenige Artillerietreffer auf den gegnerischen Schiffen erzielen. Kapitän zur See Hintze befahl als Torpedospezialist den Einsatz der Torpedos gegen ausgesuchte Ziele, dabei wurden jedoch keine Treffer erzielt. Im Anschluss gab er den Befehl, das Schiff aufzugeben. Als letzte verließen Konteradmiral Erich Bey und Kapitän Hintze den Kommandostand. Hintze gab danach per Megafon Anordnungen für das Vonbordgehen an seine Besatzung, die auf dem Oberdeck versammelt war. Er verstarb schließlich nach Verlassen des Schiffs im Nordatlantik.

### Gedenken

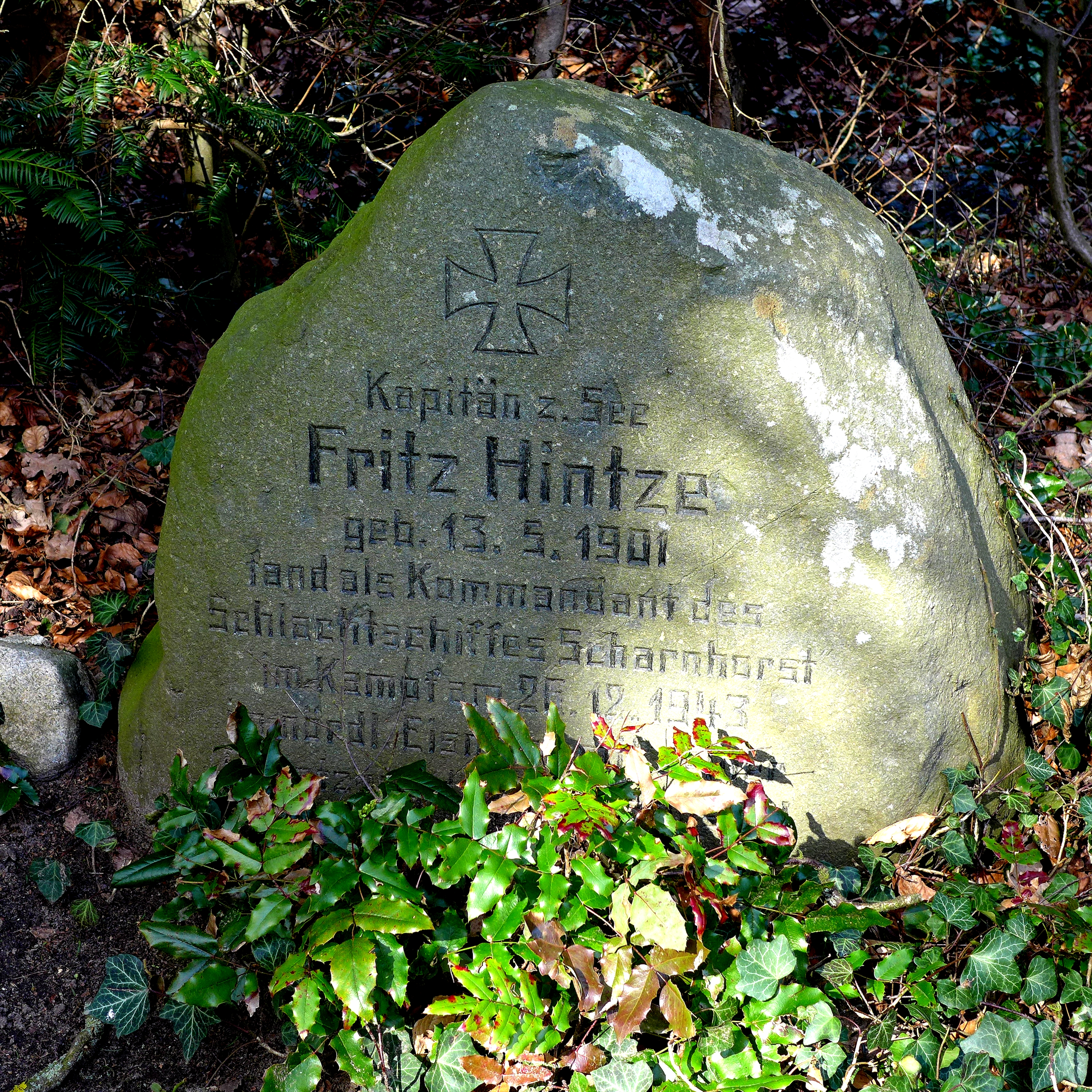
Gedenkstein

Auf dem Waldfriedhof Medingen befindet sich ein Gedenkstein mit der Aufschrift: „Kapitän z. See Fritz Hintze geb. 13.5.1901 fand als Kommandant des Schlachtschiffes „Scharnhorst“ im Kampf am 26. Dezember 1943 im nördl. Eismeer mit seiner Besatzung den Seemannstod.“